# Cămin, Satu Mare
Cămin (în maghiară Kálmánd; în germană Kalmandi) este satul de reședință al comunei cu același nume din județul Satu Mare, Transilvania, România.

## Demografie
La recensământul din 1992 au fost înregistrați 1.445 locuitori, dintre care 47% maghiari și 46% germani.

## Personalități
- János Scheffler (1887-1852), episcop martir.
- István Láng (Stephan Lang), (1945-2008), scriitor.